# Polistes obscurus
Polistes obscurus är en getingart som beskrevs av Henri Saussure 1863. Polistes obscurus ingår i släktet pappersgetingar, och familjen getingar. Inga underarter finns listade i Catalogue of Life.